# Tắc kè hoa lùn đầu đen
Tắc kè hoa lùn đầu đen (danh pháp khoa học: Bradypodion melanocephalum) là một loài thằn lằn của họ Chamaeleonidae. Loài này được Gray mô tả khoa học đầu tiên năm 1865. Đây là loài đặc hữu của KwaZulu-Natal, Nam Phi và còn được gọi là Tắc kè hoa sao lùn KwaZulu.

## Mô tả
Loài này thường có màu nâu; tuy nhiên giống với những loài tắc kè hoa khác, loài này có thể thay đổi màu sắc và hoa văn để ngụy trang bản thân với môi trường xung quanh. Người ta đã được quan sát thấy có dải màu từ màu nâu sậm, nâu nhạt, xanh ô liu, màu kem nhạt vào ban đêm trên cơ thể loài này. Đầu của tắc kè đôi khi có một màu tối hơn so với phần còn lại của cơ thể, nhưng không phải màu đen. Tên gọi chung "tắc kè hoa lùn đầu đen" bắt nguồn từ việc mẫu vật đầu tiên được nghiên cứu có phần đầu đã chuyển sang màu đen trong quá trình bảo quản.

## Hành vi và sinh học

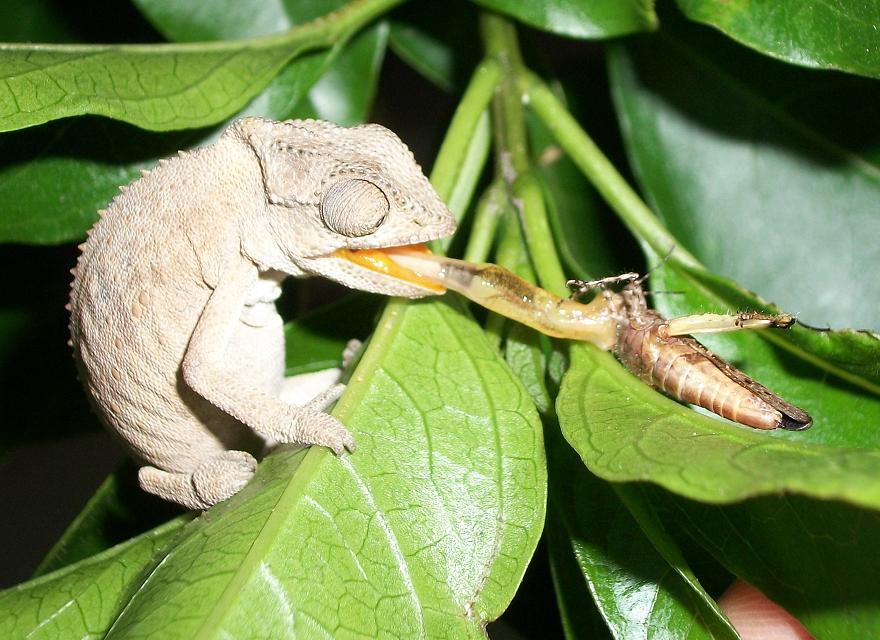
Tắc kè bắt một con châu chấu.

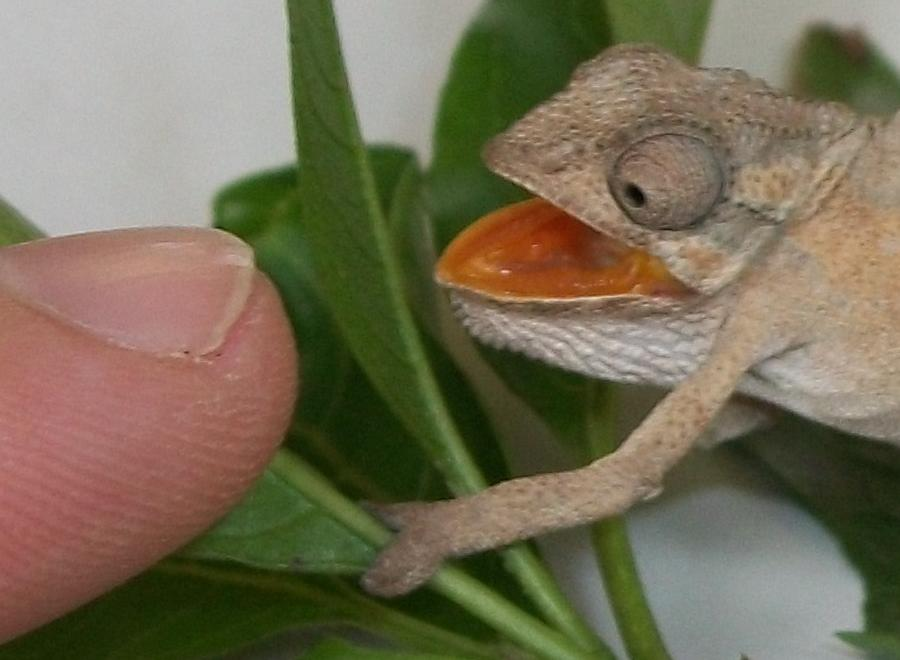
Tỏ vẻ đe dọa đối với ngón tay người

Loài bò sát này bắt côn trùng như ruồi và châu chấu bằng cái lưỡi dài điển hình.
Các động vật ăn thịt loài này bao gồm Philothamnus semivariegatus, Halcyon albiventris và mèo nhà.
Khi bị đe dọa, tắc kè có thể mở miệng để lộ phần trong có màu vàng cam sáng nhằm đe dọa kẻ thù.

## Hình ảnh

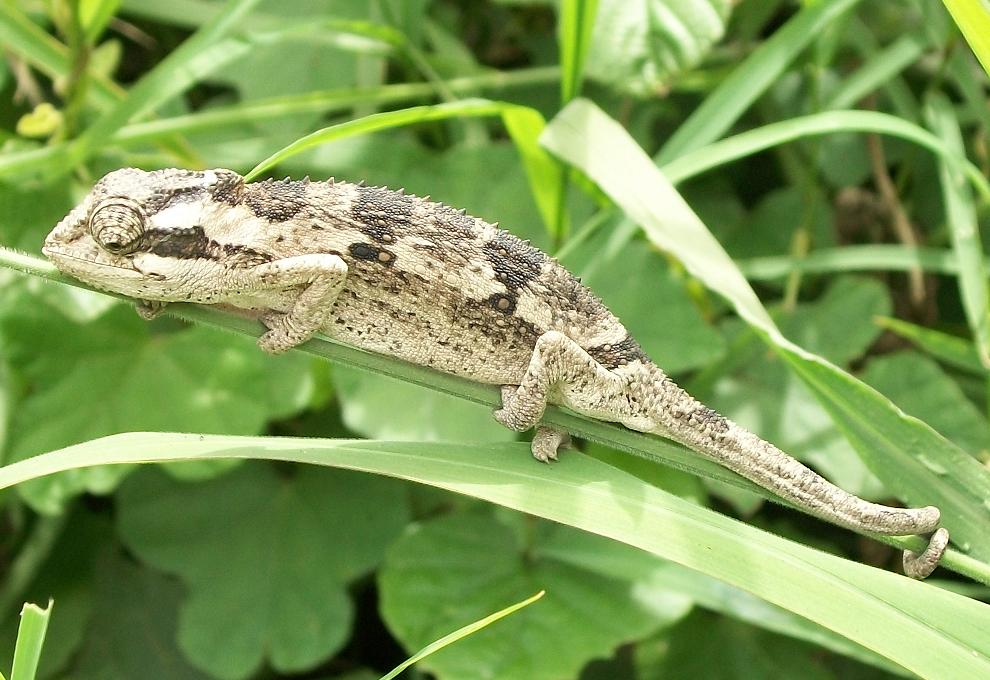
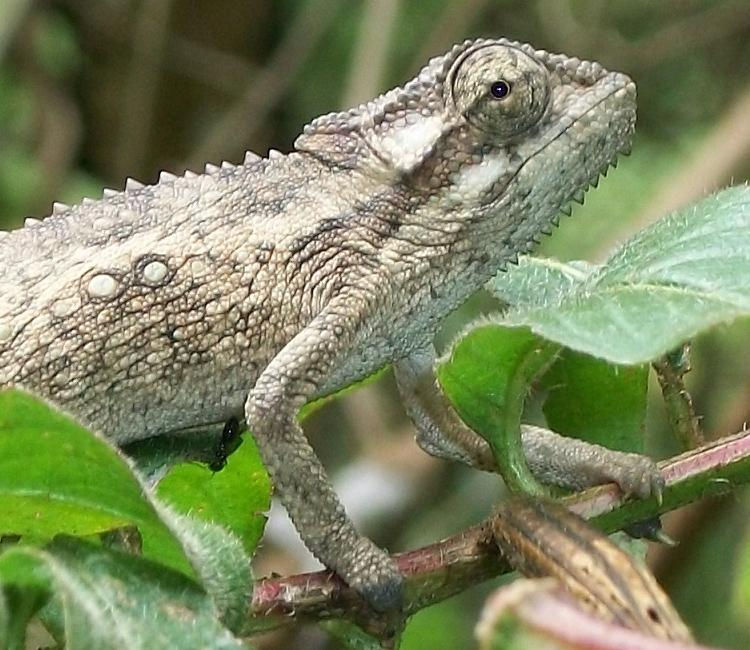
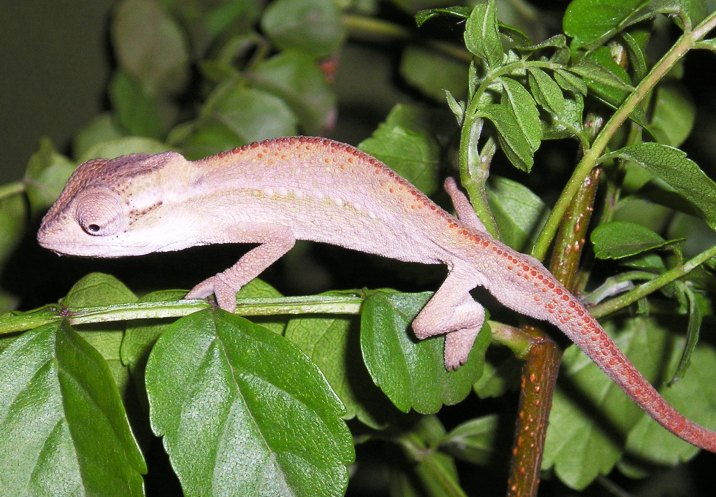
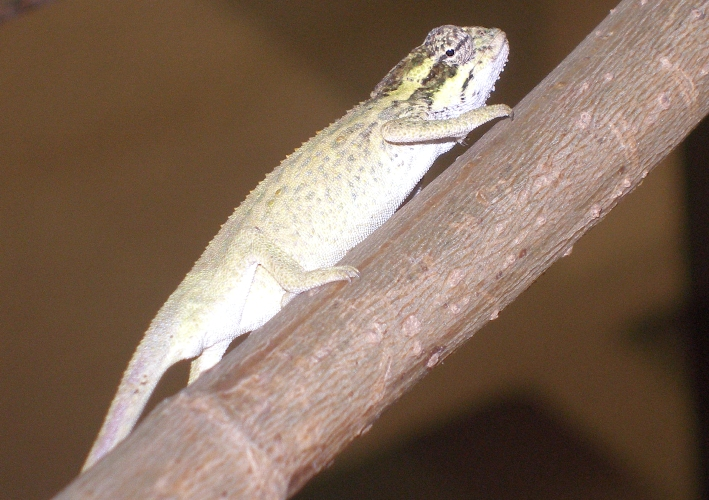